# 北田原城
北田原城（きたたはらじょう）は、奈良県生駒市北田原町（旧大和国添下郡）にあった日本の城（山城）。かつては田原城や田原塁と呼ばれたが、大阪府四條畷市の田原城（南西1.7キロメートルの地点に所在）と区別するため、2024年現在では北田原城と呼ばれている。

## 概要
北へと流れる天野川流域の田原の谷（田原盆地）中央にある、標高196メートル、比高45メートルの山上に位置している。天野川から西は河内国で、山城国の国境ともほど近い。北田原城がある場所は、西からやってきた清滝街道が、城の南麓を通る伊賀街道と合流する地点で、清滝街道は南は生駒・王寺に通じ、北では磐船街道とつながって交野や枚方に通じるなど、交通の要衝となっている。
北田原城は城郭遺構が比較的よく残っていることで知られる城だが、文献史料は少ない。城に関わる唯一の同時代史料が『多聞院日記』の記述で、永禄10年（1567年）9月22日に「田原之坂上」が三好三人衆方から松永久秀方に再度寝返ったと記されている。
坂上（坂ノ上）氏は、後世の文献において北田原城の城主とされている。享保21年（1736年）に成立した『大和志』（『五畿内志』）には、北田原村の城に「坂ノ上丹後守」が拠ったとあり、安永3年（1774年）の「十一ケ村村鑑」にも、北田原村に「坂上丹後守殿城跡」があると記されている。また、北田原城の南方1.4キロメートルにある岩蔵寺の縁起『大和国添下郡岩屋山岩蔵寺記』には、天正7年（1579年）に坂上丹後守が本堂外陣を再建したとの記述がある。この他、『鷹山氏系図写』には、坂上肥後守と丹波守尊忠が親子2代にわたって北田原城の城主（「田原ノ城主」）だったと記される。同系図によると尊忠は天正13年（1585年）に城を去り、元和元年（1615年）、大坂夏の陣で豊臣方として戦死したという。
2022年（令和4年）から2023年（令和5年）にかけて、主郭部分に建つ送電線鉄塔の建替工事にともない、北田原城跡では初となる発掘調査が行われた。この発掘調査では土師器皿が多く出土し、輸入陶磁である白磁皿や染付皿も発見されている。この他、瀬戸美濃天目椀や鉄鍋、土管も出土した。これらの遺物は16世紀前半から中頃にかけてのものが中心とみられ、文献から見える坂上氏の動きと整合性が取れているといえる。
また、日常の雑器や天目椀などの茶道具が見つかっていることなどから、北田原城は有事の際の詰の城というより、ある程度の日常生活が送られた場であると考えられる。
北田原城の役割については、4.7キロメートル西にある飯盛城（四條畷市・大東市）の支城だったとの見方がある。三好長慶は津田城（枚方市）や田原城（四條畷市）を飯盛城の支城としており、北田原城も同様であった可能性があり、城主として伝えられる坂上氏も三好長慶ら河内勢力の傘下に入った大和の武士であるとも考えられる。

## 構造
城の規模は、東西約190メートル、南北約220メートルとなる。
標高196メートルの最高所の、現在では高圧線の鉄塔が建つ削平地が主郭（本丸、曲輪I）とされる。主郭から北西方向の尾根沿いには、小規模な曲輪が3つ（あるいはそれ以上）連なっている。主郭の南東にも小さな曲輪（腰曲輪）が一つあり、そこから下った場所には東西両側から北へと回り込む帯曲輪がある。主郭の西にはこの帯曲輪を通じてつながる櫓台がある。
主郭の南側には北田原城跡で最大規模となる曲輪がある。その中央東寄りの位置には土壇があり、櫓台であるとも考えられている。この曲輪の南端部から西側には長さ70メートル、幅20メートルの大規模な曲輪があり、そこでは大峯山が祀られている。この曲輪から西の斜面を下った先には、土塁や竪堀を備えた帯曲輪がある。
主郭の北東の尾根や北西の曲輪と曲輪の間などには堀切が見られ、主郭南の曲輪から南東の斜面には畝状空堀群が敷設されている。
先述の発掘調査では、主郭南東の腰曲輪のすぐ南で検出された小規模な曲輪周辺において、石積や階段状の遺構などが発見された。この石積では石塔の基壇石や石仏の転用が見られる。